# アクアスキュータム

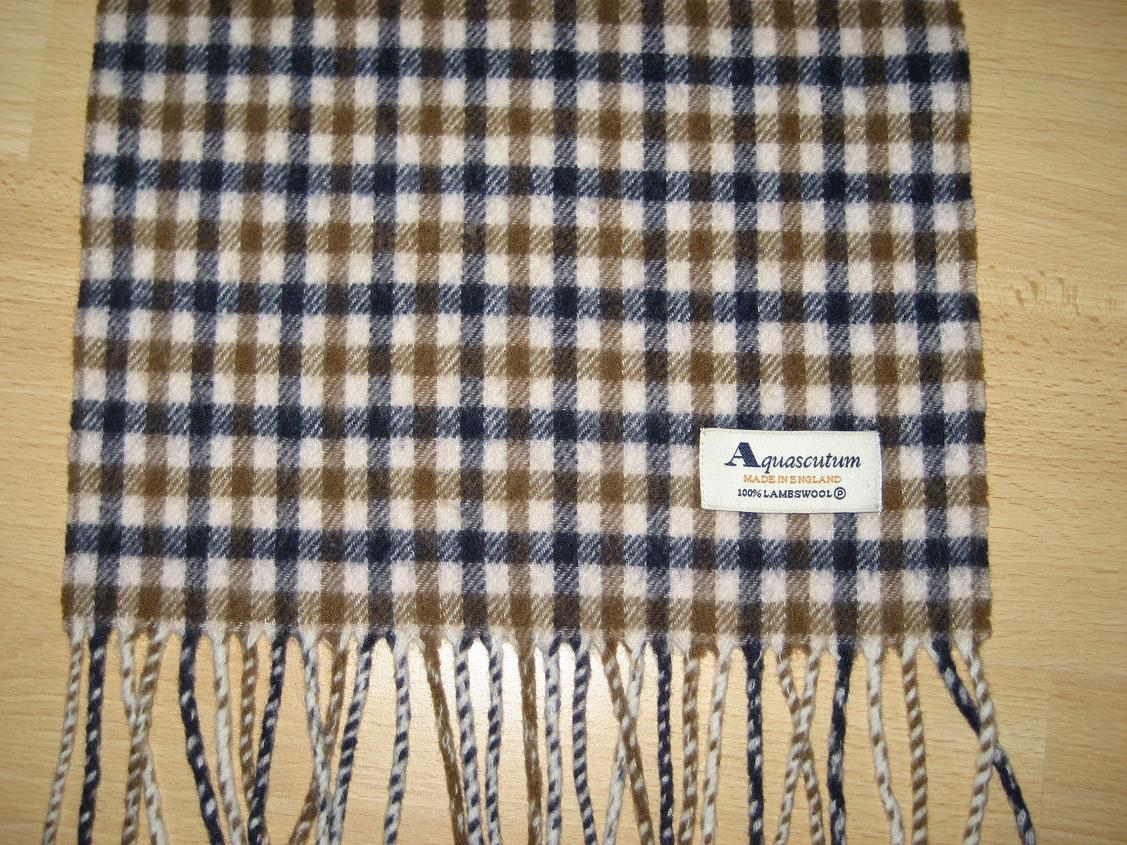
アクアスキュータムのクラブチェックのマフラー

アクアスキュータム（Aquascutum）は、イギリス発祥の高級ファッションブランド。

## 歴史
ロンドン万国博覧会の1851年に、仕立て人ジョン・エマリーがロンドンの中心地リージェント・ストリート46番地で創業した。1901年には、同通り100番地に移転した(同地はアクアスキュータム撤退後、2011年にオースチンリードが出店し、2018年からはマルベリーが出店している)。
ブランド名の由来はラテン語で「水」を表すaquaと「盾」を表すscutumの2語を組み合わせた造語で「防水」を意味する。また、同社の紋章に描かれているラテン語の「IN HOC SCUTO FIDEMUS」とは「この盾の中を信ずる」という意味である。(イギリス紋章院公式登録)
クリミア戦争でイギリス軍が高級将校用(将官や佐官を中心とした当時の貴族将校、及び裕福な家庭出身の将校)のコートに、この防水生地で作ったコートを採用した。その後「サービスキット」として下士官以下に支給され、機能性と品質の高さから知名度が飛躍的に上がった。
1939年から始まった第二次世界大戦では、冬季ヨーロッパ戦線を中心にした戦いにおいて、王立海軍や王立空軍の将兵が同社のコートを着て戦っていた。そして終戦後に生まれたのが、同社のトレンチコートの型として有名である「キングスゲート」の基となった「キングスウェイ」である。続いて、当時の皇太子(後のエドワード7世)はプリンス・オブ・ウェールズ・チェック(グレンチェックに青や赤等の格子を配した柄)のコートを注文し、アクアスキュータム初の王族の顧客となった。
1897年には王室御用達(Royal Warrant Holder)となる。このエドワード7世の影響もあって、家庭向け・ファッション向けにも広められた。1900年には婦人服部門を設立し、撥水性のケープやコートを売り出した。これは婦人参政権論者の間で広く使われるようになった。コート以外の服飾品も展開し、1977年に高級服飾店「ドレイクス」(Drake's)として独立するマイケル・ドレイクスやイザベル・ディックソンも在籍していた。
1980年代にアメリカ、カナダ、フランス、香港、シンガポールの各国に対し市場を展開した。日本は先駆けて、既に1970年代に横浜信濃屋等の洋品店にて取引が行われていた。
1994年のリレハンメルオリンピック大会及び1996年のアトランタオリンピック大会において、イギリス代表公式ユニフォームの公式スポンサーに選ばれた。
1990年に日本企業のレナウンが買収したが、業績不振により、2009年に全株式をイギリスのブロードウィック・グループ(Broadwick Group Limited)に譲渡した(ただし、レナウンによるライセンス製造は継続)。しかし、景気低迷や販売不振により業績が悪化したことから、2012年4月17日に会社管理手続(日本の会社更生法に該当)に入り経営破綻、破産管財人によって法的管理されることとなった。
事業継続を前提に新たなスポンサー企業を募り、香港のYGM貿易(YGMトレーディング)に渡った後、2017年3月にレナウンの親会社である中国の大手繊維会社、山東如意グループに買収された。
2017年にレナウンが日本国内での商標権を取得したが、レナウンが2020年5月に経営破綻し、同社のスポンサーとして小泉グループのオッジ・インターナショナルが当ブランドの事業を「ダーバン」と共に譲受する契約を締結した。

## 製品
製品はコートのほか、ネクタイやスーツ、シャツ、鞄、革靴などの服飾品にわたる。これらの製品にシンボルとしてあしらわれているのが、アクアスキュータムのハウスチェックである「クラブチェック」である。本来、イギリスにおいて貴族的スポーツとされるハンティングスタイルにおいてのスポーツコートに多用されるチェック柄を採用している。紳士服のほか婦人服も取り扱っており、王室御用達であった時代には、カシミア、シルク、ウールを素材にしたスカーフや小物についても非常に高品質であるとして有名であった。
コート(トレンチ/オーバー類)に関しては、高品質な生地を用いている。特にトレンチコートは有名で、その原型として世界で初めて防水ウールの開発に成功した。 防水加工を施した生地を使用したコートを次々に生み出すと同時に、第一次世界大戦で兵士に提供した防水コートは、その防水性と保湿性が塹壕(トレンチ)で戦う兵士を守ったことにより、現在のトレンチコートの原型となった。
日本市場においてのライセンス品では、財布、毛布、食器などもある。変わったところでは、1980年代に自動車の内装部品を製作したこともあり、ロータス・エスプリやロータス・エクセル、三菱・デボネアVに、アクアスキュータム仕様がラインナップされていた。

### コートの型(防水生地)
同社で、各防水生地のトレンチコートにおいては、以下のように独自の名称が付けられている。
- Kingsway (キングスウェイ)

　　　  現在はモダンなシルエットに改良され、同様の名称で継続されて販売されている型である。
- Kingsgate (キングスゲート)
「Kingsgate」は同社におけるトレンチコートの基本とされている型である、「Kingsway」が基となっている。
- Princegate(プリンスゲート)
「Kingsgate」から派生し、モダンに解釈した型。
- Sandhurst(サンドハースト)
名称は「イギリス陸軍サンドハースト王立士官学校」に由来するとされている[9]。従来の合わせ型であった「ダブルブレステッド」では無く「シングルブレステッド」であり、かつトレンチコートの「ヨーク」部分を全面と背面のそれぞれに配している。　また、エポーレット部分は取り払われている。
- Travel Road (トラベル・ロード)
旅行用のコートとして想定された型である[10]。「シングルブレステッド」で比翼仕立て、かつ「ラグランスリーブ」である。エポーレット部分は取り払われている。

その他、「Nigel」「Kingswalk」「Curtis」など多数の型の種類がある。

### コートの生地
トレンチコートやステンカラーコートに扱われている生地はいくつか存在する。
- Aqua5
王室御用達時代を中心として扱われていたもので、綿100%の防水加工生地である。
- NewAqua5
王室御用達時代を含め、1900年代後半から現在に至るまで扱われている生地である。綿とポリエステル繊維の防水加工生地、または綿100%の生地がある。従前の「Aqua5」より、防水性に重きを置いた作りとされる。
- Aqua Tech
機能的だけでなく、伝統的かつ高級志向をコンセプトとした生地。綿とポリエステル繊維の防水加工生地となっている。撥水だけでなく、生地自体の軽量化を施している。
- AquaLene
1970年代辺りに扱われたと考えられる生地。綿とビスコースの混紡生地で、化学繊維による防水性の向上を目指したとされる。
- Wyncol.D711
大英帝国勲章受章につきナイト称号を得たエドモンド・ヒラリーが、エベレスト登頂の際に着用していたコート生地。独自開発の綿とナイロンの混紡生地である。

この他、「ナイロンやポリエステル繊維のみの生地」、「シルクを撥水加工したAqua5生地」といったものが挙げられる。

### 生産拠点
現在の生産拠点は明確にされていないが、これまでのトレンチコート等の類に関してはイングランド中東部、ノーザンプトンに近接したコービー(corby)にて、1909年から2012年まで「アクアスキュータム直営工場」として操業及び生産を行っていた。同工場は、2012年にスウェイン・アドニー・ブリッグ・グループ傘下となって社名を「The clothing works」に変更し、OEMを中心に生産活動を継続している。

## 王家御用達 (Royal Warrant)
2020年現在、王室御用達(Royal Warrant)の認証は受けていない。
- 1897年：プリンス・オブ・ウェールズ（後のエドワード7世）
- 1903年：プリンス・オブ・ウェールズ（後のジョージ5世）
- 1911年：ジョージ5世
- 1920年：プリンス・オブ・ウェールズ（後のエドワード8世）
- 1947年：エリザベス王妃、ジョージ6世夫人
- 1952年：エリザベス王太后

## 評判
英軍将兵の外套を作るメーカーだった事もあり、同社のコートの評判が窺えるエピソードがいくつか存在する。
その一つとして、1917年の4月18日に雑誌パンチにおいて同社が載せた広告には、第一次世界大戦のアフリカ戦線で戦っていた英軍将校(匿名)から届いた手紙が掲載された。内容は以下の通りであった。
「我々は現地において、２分間にビール１杯分はありそうな雨が断続的に降る、熱帯雨林気候に悩まされています。ただ、こんな酷い嵐の中でも、御社の皆様にお届け出来る嬉しいニュースがあります。貴社のコートは常に雨を遮ってくれる優れ物だと言う話です。私は幸運な事にこのコートを手に入れられたお陰で、十分に本来の軍務を遂行する事が出来ております。」

( We are constantly having Tropical Rains, which wet one through in about two minutes. You will be pleased to hear that in spite of these awful storms, my “Aquascutum” keeps me quite dryーwhen I am fortunate enough to have the native car-riers near enough to get it. )

また著名人のアクアスキュータムに対する評価も高く、レーニエ3世や、芸能界ではピーター・セラーズ、ハンフリー・ボガート、ローレン・バコール、ソフィア・ローレン、ケーリー・グラント、マイケル・ケイン、政界でもウィンストン・チャーチル、ジョン・メージャーらが愛用者として知られる。マーガレット・サッチャーも愛用者の一人であり、「デイリー・テレグラフ」は、アクアスキュータムとサッチャーの関係性を以下のような内容で解釈している。
「マーガレット・サッチャーのスタイル、アクアスキュータムと彼女の勝負服を決めるスタイリスト」
（原題：Margaret・Thatcher:Style, Aquascutum and the original power dresser)
保守党政権から首相として選出された後、サッチャーはアクアスキュータムのスーツを愛用し、新自由主義の政治的メッセージと共に彼女自身の世間への「売り込み」に際して活かされた。彼女の好む洋服は保守的で「マスキュリン(男性的)」の様な印象が全くもってなく、「エグゼクティブ(責任ある立場)」であるという印象をもとに選んでいた。
(Indeed, Thatcher stuck almost exclusively to a signature ensemble throughout her life:a 'power' skirt suit with exaggerated shoulders 【often in blue, her party's color】, For the former PM, these items were more than just fashion; they were her armor. "I'm always safe in it." her working wardrobe, although ‘executive’, was never masculine.)
そして、1988年当時のアクアスキュータムのディレクターであった、マーガレット・キングが彼女のスタイリストになった。この人物こそが「典型的なサッチャーのスーツ姿」を作り出した。
(Mrs King who became Mrs Thatcher’s dress adviser, and who created what became recognised the world over as the quintessential Thatcher look.)上記の印象から受けるように、アクアスキュータムは従来から「老舗としての品格」や「見せつけるより、品質の高さを知る者が持つ」という印象を持つ顧客達が多く、同社もそれに見合った印象を持たれていたようである。

しかし2012年の経営破綻以降は、その評価に関して百家争鳴していた事が、イギリス国内外問わず多くあった。実際、イギリス本国においてもBBCニュースのように売却情報のみに注目して報道する場合もあれば、「ガーディアン」の様にかなり厳しい意見を載せる紙面もあった。
しかし、ヘッドデザイナーのアンドレ・ハケットは「Glass Magazine」のインタビューで、ブランドコンセプトについて以下のように言及している。
「アクアスキュータム社の伝統と精神は変わらず受け継いでいく。その考え方を基にデザインチームによって変えていく」—過去数年の内に何度もオーナー企業が変わっていったのに対し、デザインチームはどのように対応しているのかとの質問に対し
(The Aquascutum ethos and heritage remains unchanged; it continues to be transformed by the design team.)
「清潔感と現代性に焦点を置いたコレクションにしたい。」—2014年のコレクションにおいて、以前よりプリント模様が多かったことの質問に対し
(Modernity and integrity were my main focus for this collection.)
「アクアスキュータムのトレンチコートや他の防水生地のコートはDNAだ。これは同社の全てのコレクションで脈々と続いている。」—同社の防水生地コートを、どのコレクションにおいても考えに入れるのはプレッシャーではないかとの質問に対し
( It is a natural part of the brand’s DNA./ It is the pulse of any Aquascutum collection.)

## 脚註
1. ↑  Kollewe, Julia (2009年9月8日). “Aquascutum: History of a trendsetter” (英語). the Guardian. 2018年10月11日閲覧。
2. ↑  “Permanent Style” (英語). Permanent Style 2018年9月28日閲覧。
3. ↑  “うんちく | SHINANOYA lifestyle Web Shop｜横浜信濃屋”. shinanoya-lifestyle.com. 2018年10月1日閲覧。
4. ↑  “Aquascutum - the fashion retailer that clothed Crimean officers” (英語). The Independent 2018年10月1日閲覧。
5. ↑  “China's Shandong Ruyi expands fashion empire with Bally”. ロイター. (2018年2月9日) 2018年2月22日閲覧。
6. ↑  “レナウン、「アクアスキュータム」の国内商標権取得”. 日本経済新聞. (2017年12月26日) 2018年2月22日閲覧。
7. ↑  “倒産速報 株式会社レナウン”.   帝国データバンク (2020年5月18日). 2020年5月18日閲覧。
8. ↑  “小泉グループがレナウン「ダーバン」などを買収へ”.   東京商工リサーチ (2020年8月21日). 2020年8月22日閲覧。
9. ↑  “Modern Military Dictionary　by Aquascutum Vol.2 Inspired by Army -SANDHURST | BLOG | Aquascutum アクアスキュータム”. aquascutum.jp. 2024年2月5日閲覧。
10. ↑  “アクアスキュータム公式サイト”. aquascutum.jp. 2018年10月11日閲覧。
11. ↑  “Old Aquascutum factory is reinvented as The Clothing Works” (英語). Make it British. (2013年4月21日) 2018年9月28日閲覧。
12. ↑  Marshik, Celia (2016-11-29) (英語). At the Mercy of Their Clothes: Modernism, the Middlebrow, and British Garment Culture. Columbia University Press. ISBN 978-0-231-54296-8
13. ↑  Alexander, Hilary (2013年4月12日). “Margaret Thatcher: style, Aquascutum and the original power dresser” (英語). ISSN 0307-1235 2018年9月30日閲覧。
14. ↑  “Raincoat maker Aquascutum sold for £97m” (英語). BBC News. (2016年12月22日) 2018年9月30日閲覧。
15. ↑  Moulds, Josephine (2012年4月17日). “Aquascutum falls into administration” (英語). the Guardian. 2018年9月30日閲覧。
16. ↑  “Above the Trench” (英語). The Glass Magazine. (2014年6月17日) 2018年9月30日閲覧。